# NGC 7675
NGC 7675 est une galaxie lenticulaire (ellitique?) située dans la constellation de Pégase à une distance d'environ 121,6 ± 8,6 Mpc (∼397 millions d'al). NGC 7675 a été découverte par l'astronome américain John Herschel en 1830.
NGC 7675 fait partie du groupe WBL716 qui renferme trois galaxies. D'autre part, NGC 7675 forme une paire de galaxies avec NGC 7674.

## Caractéristiques
Sa vitesse par rapport au fond diffus cosmologique est de 8 246 ± 49 km/s, ce qui correspond à une distance de Hubble de 121,6 ± 8,6 Mpc (∼397 millions d'al).

## Groupe WBL716
En se basant sur un catalogue de 732 groupes de galaxies rapprochées et pauvres en membres publié en mai 1999 par Richard A. White, Mark Bliton, Suketu P. Bhavsar, Patricia Bornmann, Jack O. Burns, Michael J. Ledlow et Christen Loken, la base de données indique que NGC 7675 fait partie du groupe WBL308. Selon ce catalogue, ce groupe comprend trois galaxies, mais malheureusement elles ne sont pas identifiées. La désignation employée pour les groupes de ce catalogue est WBLXXX-xx, où XXX est le numéro du groupe et xx le numéro de la galaxie qui dépasse rarement 10. L'identification de la galaxie peut être réalisée la plupart du temps en entrant la désignation WBLXXX-xx de celle-ci dans la base de données NASA/IPAC. Le tableau ci-dessous résume les propriétés de ces trois galaxies.
| Dés. WBL  | Autre dés.   | Class.      | Type       | α (J2000.0)      | δ (J2000.0)      | Vitesse radiale (km/s) | m      | Distance (Mpc) | Diamètre (kal) |
| --------- | ------------ | ----------- | ---------- | ---------------- | ---------------- | ---------------------- | ------ | -------------- | -------------- |
| WBL716-01 | KUG 2325+086 | S?          | Spirale    | 23h 27m 57.7595s | 08° 55′ 19.224″  | 12537 ± 14             | -20,61 | 179,5 ± 12,6   | 162            |
| WBL716-02 | NGC 7674     | SA(r)bc pec | Spirale    | 23h 27m 56.7030s | 08° 46′ 44.279″  | 8703 ± 1               | 13,2   | 122,9 ± 8,6    | 127            |
| WBL716-03 | NGC 7675     | E2          | Elliptique | 23h 28m 05.9301s | 08° 446′ 06.728″ | 8616 ± 41              | 14,9   | 121,6 ± 8,6    | 152            |

Selon un article publié en 1976 par Gérard de Vaucouleurs, Antoinette de Vaucouleurs et Harold Corwin, NGC 7674 et NGC 7675 forment une paire de galaxies. Ces deux galaxies sont rapprochées sur la sphère céleste et elles sont pratiquement à la même distance de la Voie lactée. Il est dont fort probable qu'elles forment une paire réelle de galaxies.

## Groupe compact de Hickson 96

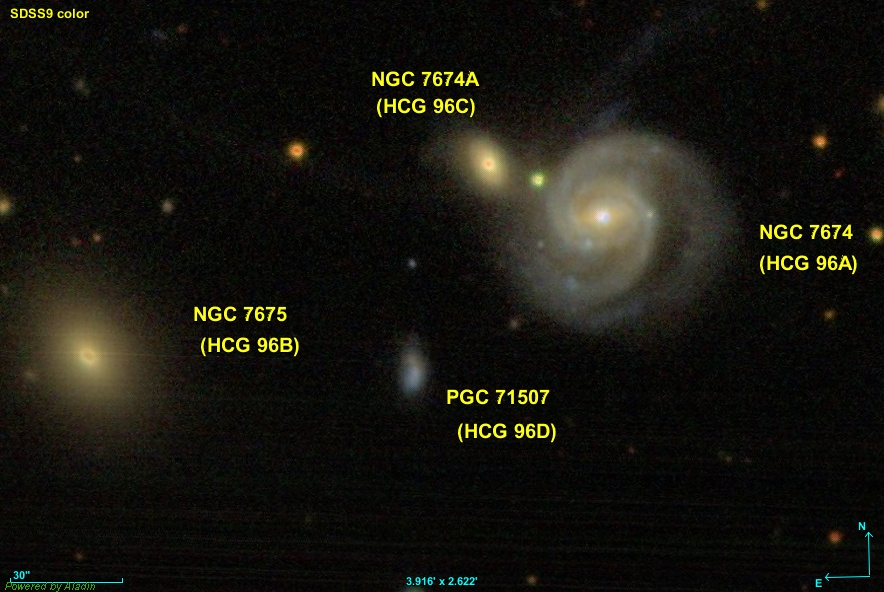
Le groupe compact de Hickson 96 par le relevé SDSS.

Le groupe compact de Hickson 96 renferme quatre galaxies. Outre les galaxies NGC 7674 et NGC 7675, ce groupe comprend les galaxies NGC 7674A et PGC 71507. Les distances de Hubble de ces deux dernières sont respectivement de 125,1 ± 8,8 Mpc (∼408 millions d'al) et de 126,9 ± 9,0 Mpc (∼414 millions d'al). Ces quatre galaxies sont donc presque à la même distance de la Voie lactée. Le groupe de Hickson 96 forme donc un groupe réel de galaxie.